# Eugène de Ladoucette
Pour les articles homonymes, voir de Ladoucette.
François Dominique Eugène de Ladoucette, né le 16 mars 1807 à Paris et mort le 28 septembre 1877 dans son château de Viels-Maisons (Aisne), est un homme politique français.

## Biographie
Il est le fils de Charles-François de Ladoucette (1772-1848) qui est notamment préfet à trois reprises, sous le premier Empire. L'empereur Napoléon le fait baron d'Empire.
Licencié en droits, Eugène de Ladoucette entre dans l'administration sous Louis-Philippe Ier, comme auditeur au Conseil d'État en 1831. Il est nommé ensuite sous-préfet, de Vouziers en 1833, puis de Saint-Étienne en 1838. Il démissionne de ses fonctions dans la préfectorale le 12 février 1846, pour se consacrer à l'exploitation de ses propriétés agricoles.
Le gouvernement de la IIe République, sous la présidence de Louis-Napoléon Bonaparte, le rappelle en politique en le désignant comme candidat officiel au Corps législatif dans la deuxième circonscription des Ardennes. Le 29 février 1852, il est élu de façon nette : 30 271 voix sur 33 074 votants (43 276 inscrits). Il se montre favorable au rétablissement de l'Empire, et adhère à la majorité dynastique. Pendant toute la durée du Second Empire, il est réélu, avec l'appui de l'administration, et avec des majorités confortables. Il se montre très discret à l'Assemblée Nationale. Par contre, il agit pour favoriser le département des Ardennes, par exemple sur l'extension du réseau de chemin de fer. En 1870, il vote pour la déclaration de guerre à la Prusse. Il quitte la scène politique à la suite de la défaite de Sedan et au rétablissement de la République. Il a été maire de Viels-Maisons pendant 20 ans sous l'Empire.
Il y revient le 20 février 1876, et devient le candidat « constitutionnel » dans l'arrondissement de Vouziers. Il est élu à la Chambre des députés par 7 353 voix (14 689 votants, 16 540 inscrits), contre 5 274 à M. Léon Robert, ancien représentant, et 1 983 à Gustave Gobron. Après l'élection, il réagit, dans une lettre adressée à plusieurs journaux de Paris, contre la qualification qui lui est donnée de « député bonapartiste ». Il siège dans les rangs de la minorité, et soutient le gouvernement du Seize-Mai. Choisi par le gouvernement d'Albert de Broglie comme candidat officiel aux élections du 14 octobre 1877, il échoue contre le candidat républicain, Louis Eugène Péronne .

## Sources
- André-François-Joseph Borel d'Hauterive, Les grands corps politiques de l'état : Biographie complète des membres du Sénat, du Conseil d'Etat et du Corps Législatif par un ancien député, Édouard Dentu, 1852, 384 p. (lire en ligne), p. 274.
- Félix Ribeyre, Biographies des députés, Librairie Gosselin, 1864, 347 p. (lire en ligne), p. 149.
- Eugène Dupont, « Nécrologie », sur le site La Vie Rémoise de Jean-Yves Sureau (consulté le 14 septembre 2012).
- « Eugène de Ladoucette », dans Adolphe Robert et Gaston Cougny, Dictionnaire des parlementaires français, Edgar Bourloton, 1889-1891 [détail de l’édition]
- « Eugène de Ladoucette », sur le site de l'Assemblée Nationale (consulté le 14 septembre 2012).